# Maximilian von Württemberg

Maximilian Herzog von Württemberg

Wilhelm Ferdinand Maximilian Karl Herzog von Württemberg (* 3. September 1828 in Trugenhofen, Oberamt Neresheim; † 29. Juli 1888 in Regensburg) war ein Mitglied des königlichen Hauses Württemberg.

## Biografie
Herzog Maximilian war der Sohn von Herzog Paul Wilhelm von Württemberg und Prinzessin Maria Sophia Dorothea von Thurn und Taxis, die in Regensburg das sog. Württembergische Palais bewohnten und deren Ehe nach früher Trennung im Jahr 1835 geschieden wurde. Ob Maximilian seine Kindheit und Jugend bei seiner Mutter in Regensburg verbrachte, ist unbekannt. Seit Beginn der 1870er Jahre war er Besitzer des Württembergischen Palais in Regensburg und der zugehörigen Parkanlagen im heutigen Herzogspark.
Maximilian war ein Großneffe des ersten württembergischen Königs Friedrich. Er heiratete 1876 die Prinzessin Hermine von Schaumburg-Lippe (1845–1930), Tochter von Fürst Adolf I. von Schaumburg-Lippe. Die Ehe war kinderlos. Seine Ehefrau Hermine nannte sich in Regensburg Herzogin Maximilian von Württemberg, in Analogie zu ihrer Schwiegermutter, die sich nach ihrem Ehemann Herzogin Paul von Württemberg nannte. Hermine war in Regensburg bekannt als begeisterte Reiterin, die sich häufig im schwarzen Reitkleid hoch zu Ross in der Stadt zeigte und in Offizierskreisen als Gast beliebt war.
Über das weitere Leben von Maximilian ist im Moment wenig bekannt. Er war wie sein Vater und Großvater Freimaurer. 1861 wurde er in der Freimaurerloge "zu den 3 Cedern" in Stuttgart aufgenommen.
Seit 1851 besaß Maximilian als Prinz des königlichen Hauses ein Mandat in der württembergischen Kammer der Standesherren. Zwischen 1851 und 1870 nahm er gelegentlich an den Sitzungen persönlich teil. Nach 1870 war er nicht mehr persönlich anwesend.